# أبو عنان فارس
أبو عِنان فارس بن علي (ولد بفاس سنة 1329) هو حاكم مريني وقد خلف والدَه أبو الحسن علي بن عثمان سنة 1348م مات خنقا من قبل وزيره سنة 1358م.

## مسيرته
اتخذ له لقب أمير المؤمنين وكان عليه أن يقضي على أحد أبناء عمه الذي استولى على السلطة في فاس.
سنة 1348م وتحت حكمه، الموت الأسود والمتمردون من تلمسان (عاصمة الزيانين في المغرب الاوسط) ومن مدينة تونس (عاصمة الحفصيين في المغرب الأدنى) كانت بداية الانحطاط لحكم المرينيين الذين لن ينجحوا في صد البرتغاليين والإسبان، ولن يتمكنوا من إجلاء المستعمرين على الساحل، إلا بالوسائل التي سيُتيحها الوطاسيون، السلالة التي ستخلف المرينيين.
أمر أبو عنان ببناء المدرسة البوعنانية بمكناس سنة 1350 وبيمارستان مكناس ويُرجح أيضًا أنه بنى بيمارستان آسفي. كما أنه أمر ببناء مسجد سيدي الحلوي في تلمسان عام 1351م ومدينة بجاية عام 1352م قبل أن ينهزم سنة 1357م ويُقتل في العام القادم على يد أحد وزراءه كما أنه بنى آخر مدرسة في فاس سنة 1357.

### رعاية التصوف
كان أبو عنان من المولعين ببناء الزوايا حيث اشتهر عصره بكثرة الزوايا التي ما زالت آثارها باقية إلى عصرنا الحالي في المغرب.